# Piazza Garibaldi (Sulmona)
La piazza Garibaldi, prima del 1880 "piazza del Mercato", è la piazza principale di Sulmona (AQ), la principale delle città, ed è la terza più grande d'Abruzzo, dopo la Piazza Salotto di Pescara e la Piazza Duomo a L'Aquila.

## Storia
La piazza sino al XIII-XIV secolo era pressoché vergine, e vi si trovavano alcune abitazioni periferiche del nucleo romano di Sulmo. Durante il Medioevo, Sulmona venne elevata a capoluogo del Giustizierato d'Abruzzo (1233), per il volere di Federico II di Svevia, e iniziò a subire l'afflusso di vari abitanti della vallata, e di mercanti di varie terre, divenendo ben presto il polo culturale, economico e sociale della nuova macroregione nel Regno di Napoli.

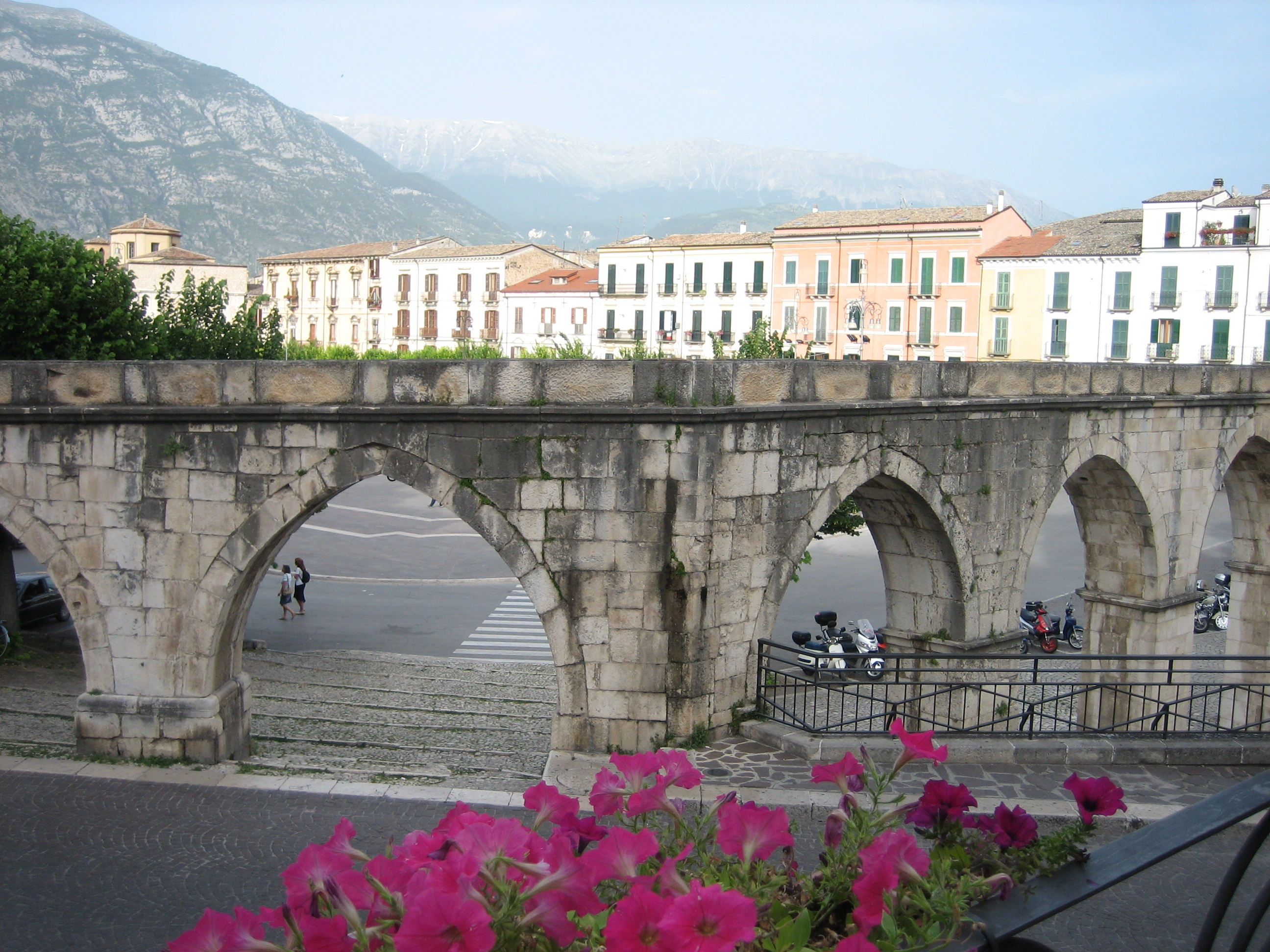
La piazza e l'acquedotto svevo

Alcuni studiosi vogliono che prima della costruzione del nuovo acquedotto medievale, da parte del re Manfredi di Svevia (1256), esistessero già le rovine di un precedente acquedotto romano, che captava le acque del fiume Gizio. Fatto sta che il nuovo monumentale acquedotto venne ricostruito, divenendo l'acquedotto meglio conservato, oggi, dell'Abruzzo, nel frattempo intorno all'attuale piazza si svolgeva il mercato settimanale, e vi sorsero i principali monasteri della città, il monastero di San Salvatore (oggi chiesa della Madonna del Carmine), la grancia di Santa Lucia, gestita dai padri Celestini della Badia Morronese (Porta Napoli), il monastero di San Francesco della Scarpa, il cui fianco si affacciava sulla piazza, con un grande portale tardo romanico, detto "Rotonda", mentre la facciata volgeva su via Panfilo Mazara.
Insomma, si erano creati tre piccoli nuclei che nel 1302 erano perfettamente definiti, recintati in una seconda cerchia muraria, vale a dire il borgo San Salvatore o Sant'Agata, il borgo di Santa Maria della Tomba, dal nome della chiesa, e il borgo Pacentrano o di Porta Orientale, che ad est si univa con il Sestiere di Porta Manaresca.
La piazza era anche il fulcro economico e sociale, vi si svolgeva la tradizionale processione del Cristo risorgo il giorno di Pasqua (anche se la tradizione come oggi la si vede prese definitivo aspetto nel XVIII secolo), le sedute pubbliche presso il Sedile (attuale chiesetta di San Rocco), e l'evento tradizionale della Giostra cavalleresca.
Con il terremoto del 1706 Sulmona fu in gran parte distrutta, la ricostruzione interessò gran parte della piazza, tuttavia non andò perso il caratteristico aspetto ad ellisse, di originale rimasero la chiesetta di San Rocco, la "rotonda" di San Francesco della Scarpa, benché la torre campanaria risultò mutilata, la chiesa di San Filippo Neri, che alla fine dell'800 si dotò del portale gotico, smontato, proveniente dalla distrutta chiesa di Sant'Agostino sul corso Ovidio. In fotografie e filmati d'epoca è possibile vedere come le superfetazioni barocche, soprattutto le abitazioni popolari, avessero occupato in gran parte l'area dell'acquedotto manfrino, dato che non serviva più a captare l'acqua dal 1706. L'acquedotto era oscurato parendo dalla gradinata che scende dalla Rotonda di San Francesco sulla piazza, sino all'altezza del sagrato della chiesa di Santa Chiara, dove riapparivano solo tre arcate, e per questo a volte questo piccolo spiazzo era indicato come "Piazza Tre Archi".
L'acquedotto verrà riportato allo splendore originario solo dopo la guerra, demolendo le case che vi insistevano sopra. Nel 1880 la pizza verrà intitolata, per volere della giunta comunale, all'eroe Giuseppe Garibaldi.

## Descrizione

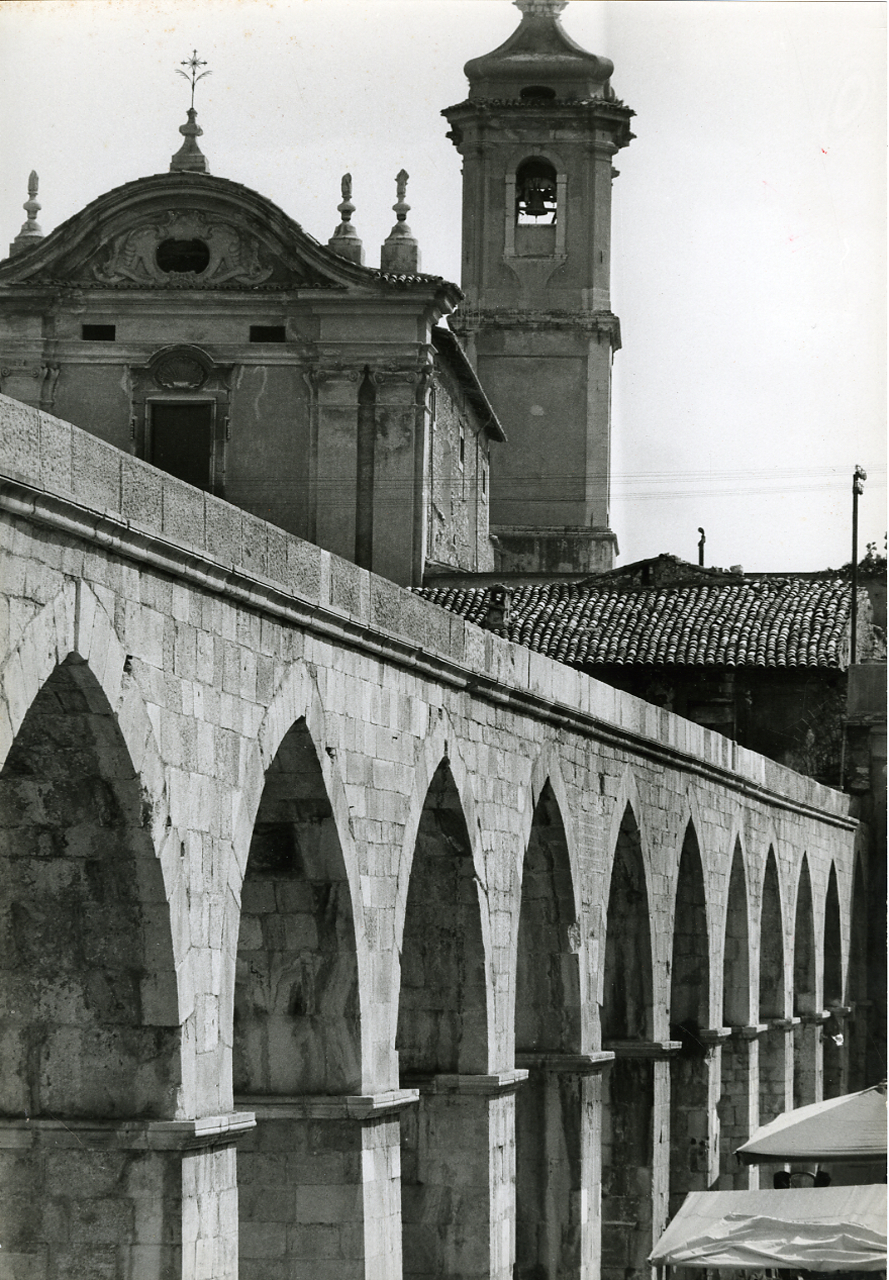
Fotografia storica di Paolo Monti della chiesa di Santa Chiara

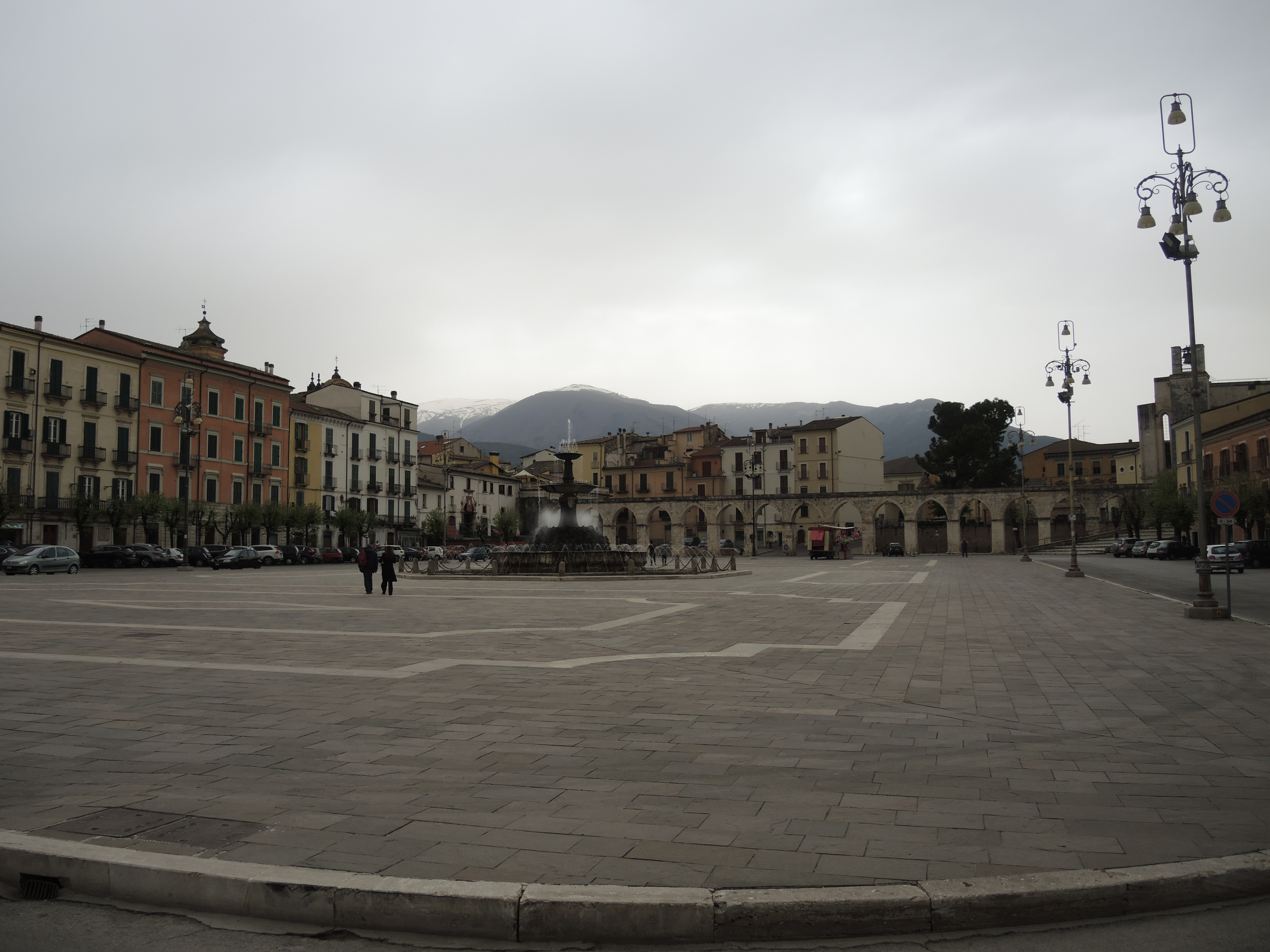
Piazza vista da est
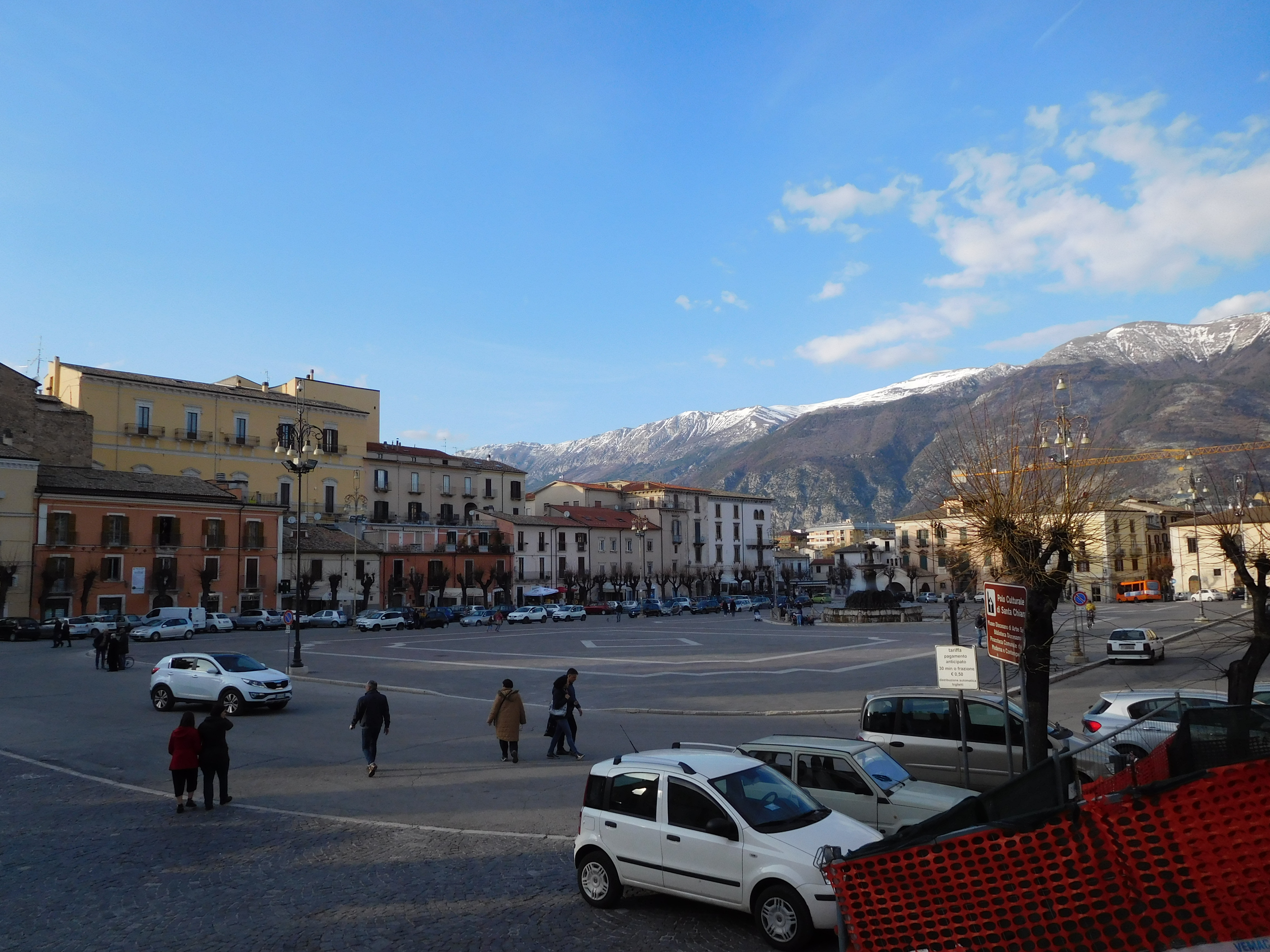
La piazza vista da Santa Chiara
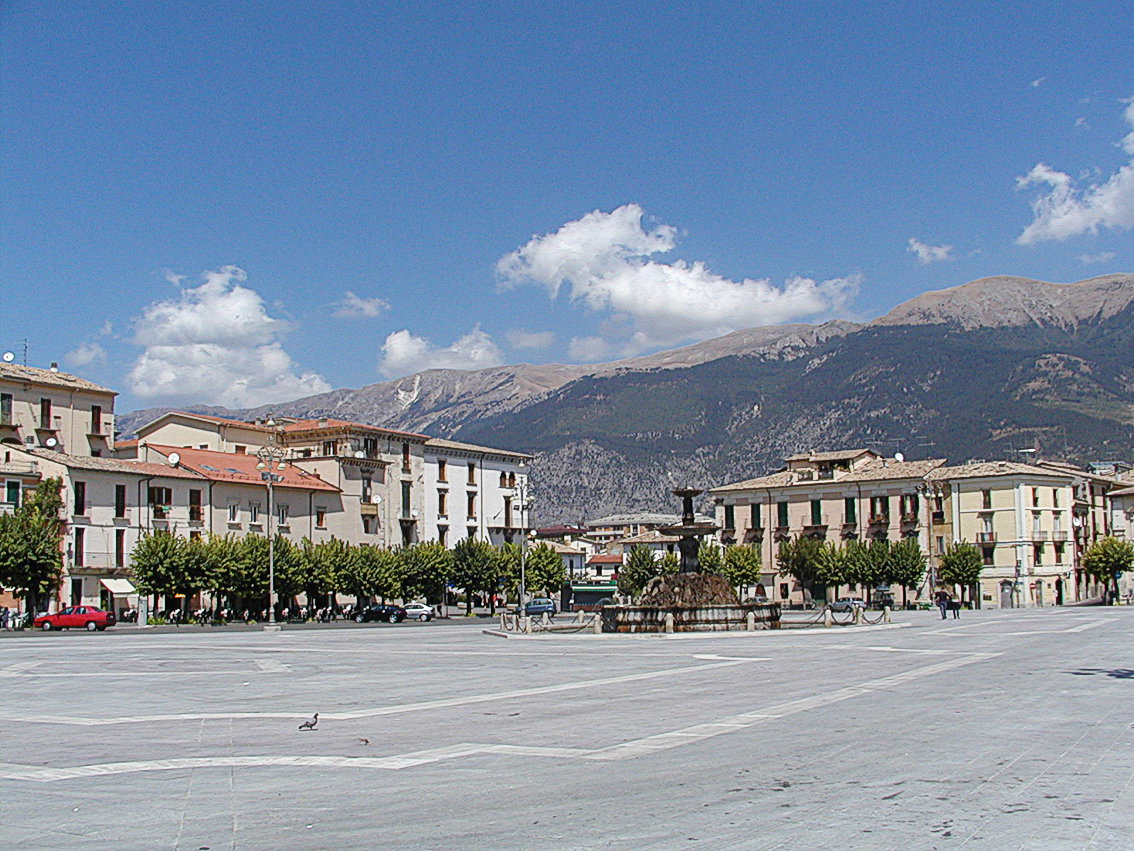
La piazza vista dall'acquedotto
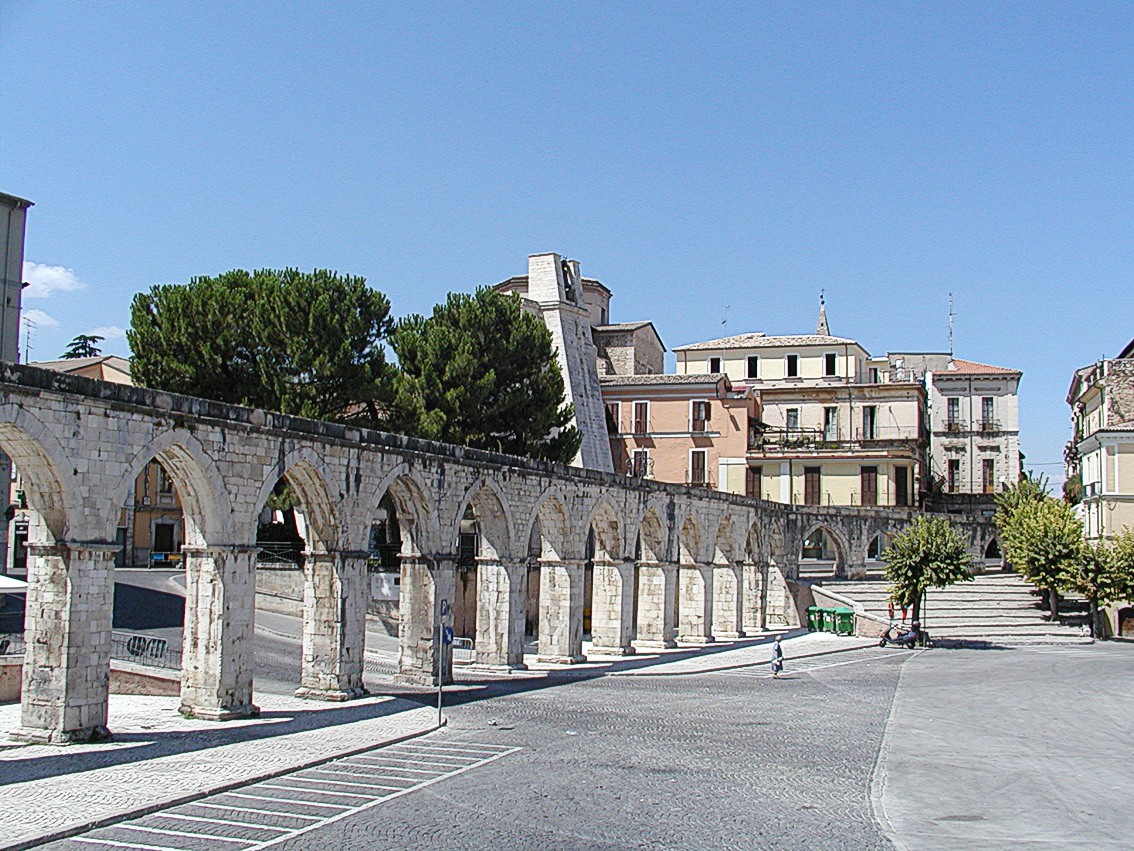
La piazza e l'acquedotto, visti da sud
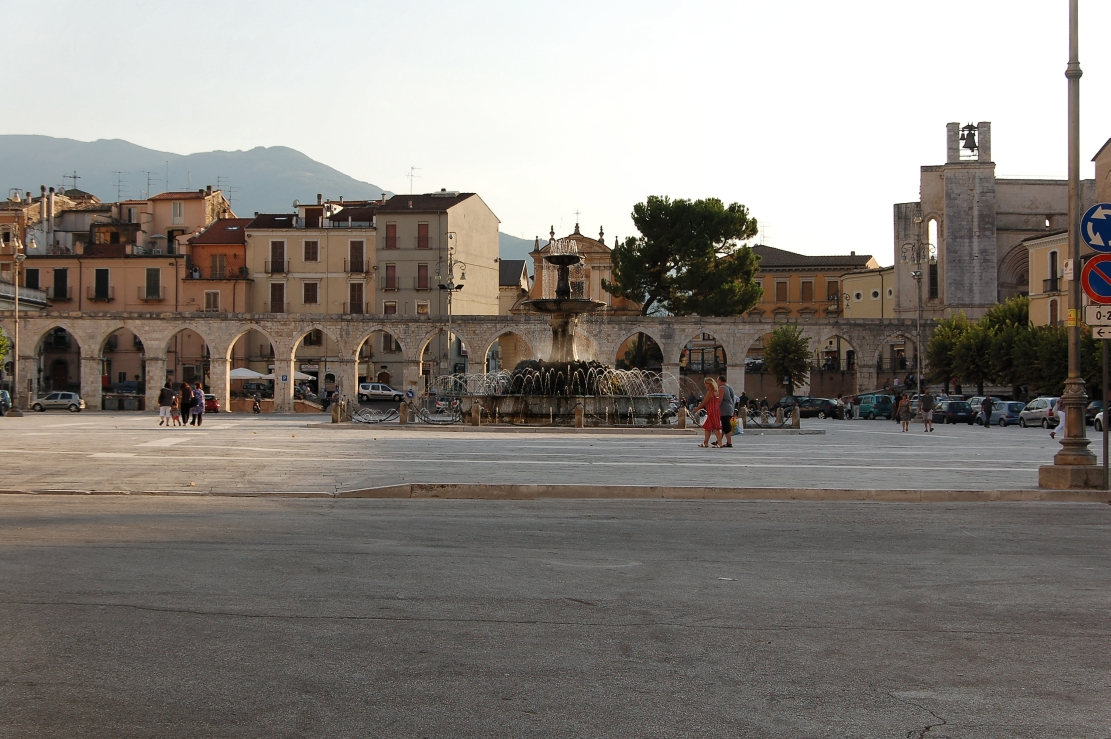
La piazza da est, il fontanone e l'acquedotto
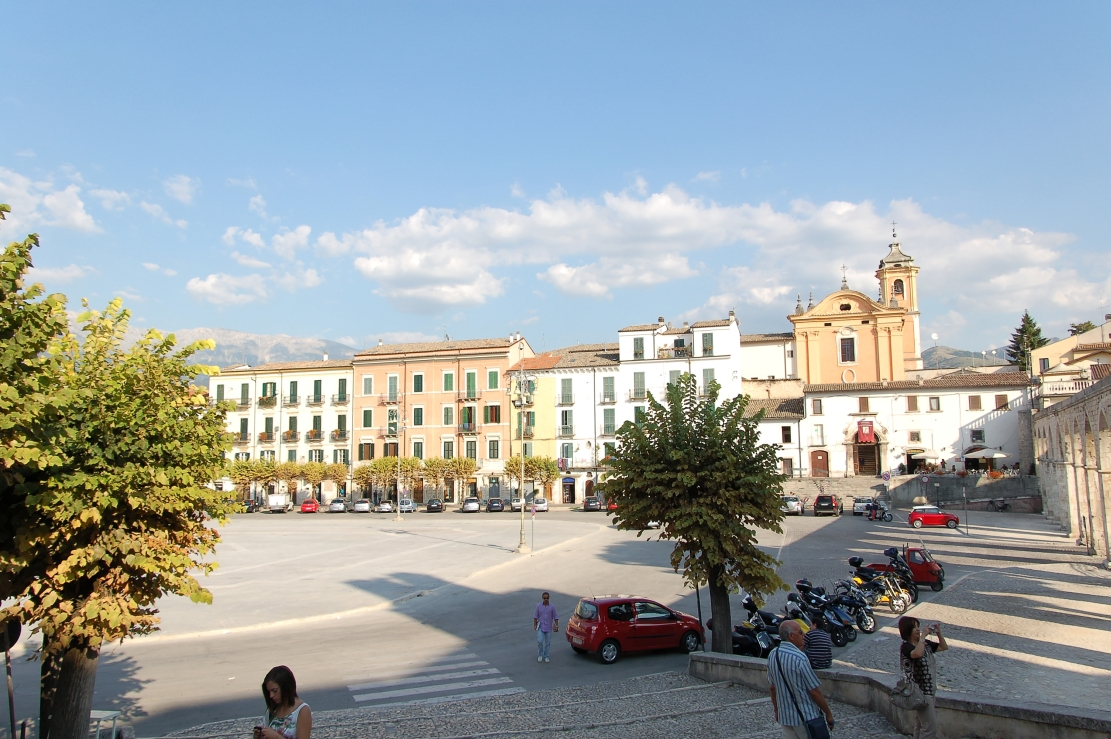
La piazza vista da nord, la chiesa di Santa Chiara
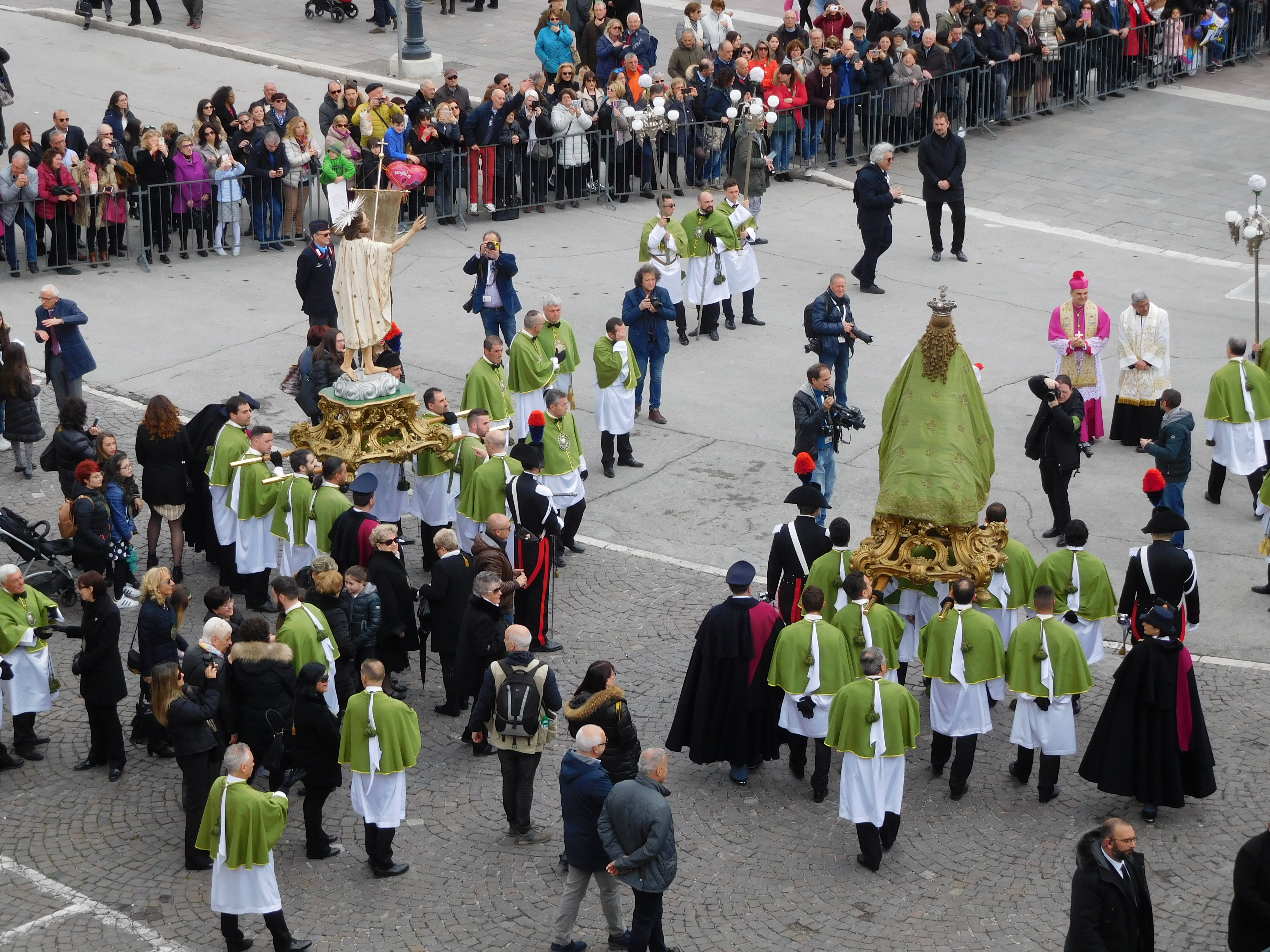
Un momento della celebrazione sacra della Madonna che scappa, in piazza (anno 2018)

La piazza è una delle più suggestive d'Abruzzo, perché vi si affacciano vari monumenti storici della città, inoltre dal lato ovest offre una panoramica del gruppo del Monte Morrone.Ha impianto ellittico, e introduce, da nord verso sud, ai tre "borghi" del centro storico sulmonese: Borgo Pacentrano, Borgo San Salvatore-Porta Fliamabili, e Borgo Santa Maria della Tomba. 

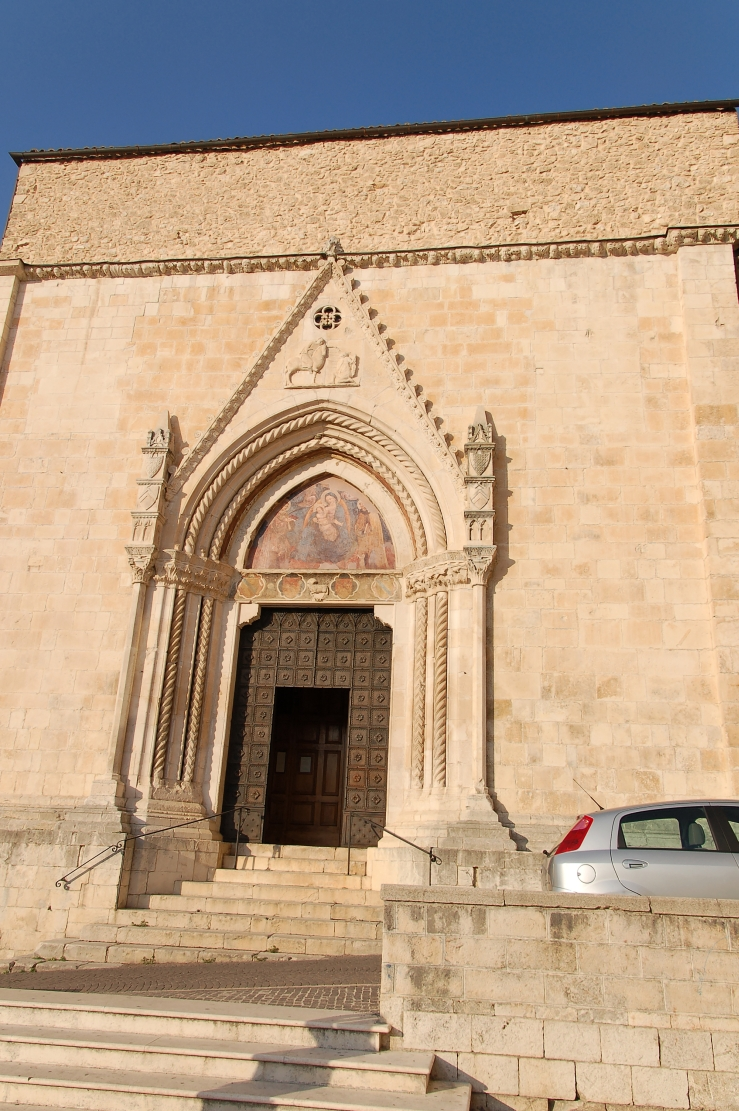
Portale della chiesa di San Filippo

I monumenti sono:
Chiesa di San Filippo Neri
La costruzione della chiesa risale al XVII secolo, conclusa nel 1677; benché la congregazione dei Gesuiti ebbe la sede ufficiale nella chiesa di Sant’Ignazio nella Piazza XX Settembre fino al 1706, ne condivideva la sede. La chiesa ha origini molto più remote, nel XIV secolo, dedicata a Sant’Agostino, che però fu distrutta dal terremoto del 1706, rimanendo in piedi solo la facciata col portale gotico oggi ancora intatto.
La ricostruzione avvenne nel 1785 per volere del barone Giambattista Mazaram, conclusasi nel 1794, in occasione della visita del re Ferdinando IV di Borbone. Nel 1799 la soppressione dell’Ordine dei Filippini costrinse i padri a lasciare la chiesa, che fu usata per vari scopi, come se della Guardia di Finanza. Oggi la chiesa di San Filippo è visitabile, insieme all’ex monastero. L’aspetto rilevante è la facciata che si mostra su Piazza Garibaldi, appartenente alla primitiva chiesa di Sant’Agostino, datata 1315. Fu rimontata nel 1885 quando la vecchia chiesa fu demolita definitivamente: il portale ha arco a sesto acuto con strombatura sottolineata da una sequenza di colonne tortili e pilastri con ricchi capitelli, e dalla grande cornice a ghimberga che lo sovrasta. Il frontone cuspidato mostra gli stemmi delle famiglie D’Angiò e Sanità, che elargirono diverse somme di denaro per l’arricchimento della chiesa. Al centro dell’architrave c’è un Agnello Mistico crocifero, mentre ai lati quattro stemmi nobili. L’interno della chiesa è a navata unica, con impianto rettangolare settecentesco, decorato da quattro altari laterali, diviso in due campate quadrate coperte da false cupole, a base circolare su pennacchi. Il soffitto è a volta a botte lunettata, la parte del presbiterio è ornata da dipinti settecenteschi: la Madonna col Bambino tra angeli di Amedeo Tedeschi, l’altare maggiore del 1888 ha invece le tele del Sacro Cuore di Gesù e Maria e l’Immacolata Concezione di Vincenzo Conti.
Chiesa monasteriale di Santa Chiara d'Assisi
La fondazione del monastero che si affaccia su Piazza Garibaldi è del 1260, e fu completato nove anni dopo, per volere della beata Floresenda di Tommaso da Palena. Si tratta di uno dei monasteri delle Clarisse più antichi del Regno di Napoli, e fino alla soppressione tra i maggiori d’Abruzzo. Nell’Ottocento il monastero, malgrado le soppressioni dei vari ordini nel 1799 e nel 1806, continuò la sua attività, fino alla chiusura nel 1866: venne adibito a scuola, e successivamente ospitò la sede del Ministero della Giustizia fino al 1907, quando nei decenni successivi divenne sede del Museo Diocesano.
La chiesa costituisce uno degli elementi artistici più esemplari del barocco abruzzese, con una profusione di stucchi elegantemente distribuiti su pareti e volte. La ristrutturazione di Fantoni si limitò a conferire una nuova veste all’edificio medievale, senza alternarne la volumetria antica. La spazialità interna venne però trasformata grazie alla sopraelevazione dell’area presbiteriale con l’inserimento di una cupola ellittica a profilo ribassato, e alla creazione di nicchie laterali con altari lignei della scuola di Pescocostanzo. Le pareti sono scandite da paraste corinzie, che sostengono un’alta trabeazione modanata, su cui imposta la copertura a volta a botte. Sulle pareti laterali sono collocati sei cori in legno intagliato, destinati alle monache di clausura fino al 1866. L’altare maggiore è del 1735 con la pala della “Gloria di Santa Chiara” di Sebastiano Conca; il primo altare lungo il fianco destro è ornato da una tela della Natività, e quelli successivi contengono i dipinti di San Francesco d’Assisi, con la tomba della beata Floresenda, lo Sposalizio della Vergine di Alessandro Salini e il dipinto di Sant’Antonio abate.
Dalla gradinata della piazza Garibaldi del 1714, attraverso un ampio portale settecentesco, si accede al cortile conventuale dove si affacciano la chiesa e due portali di ingresso al parlatoio. In corrispondenza dell’ingresso c’era la ruota per i neonati orfani da accudire; originalmente il convento aveva una pianta ad L, poi trasformata in forma quadrata, con il porticato del 1518 che circonda i lati settentrionali del chiostro, Il parlatoio è del 1623, e presso una sala rimasta nell’aspetto medievale, si trovano preziosi affreschi medievali della vita di San Francesco.

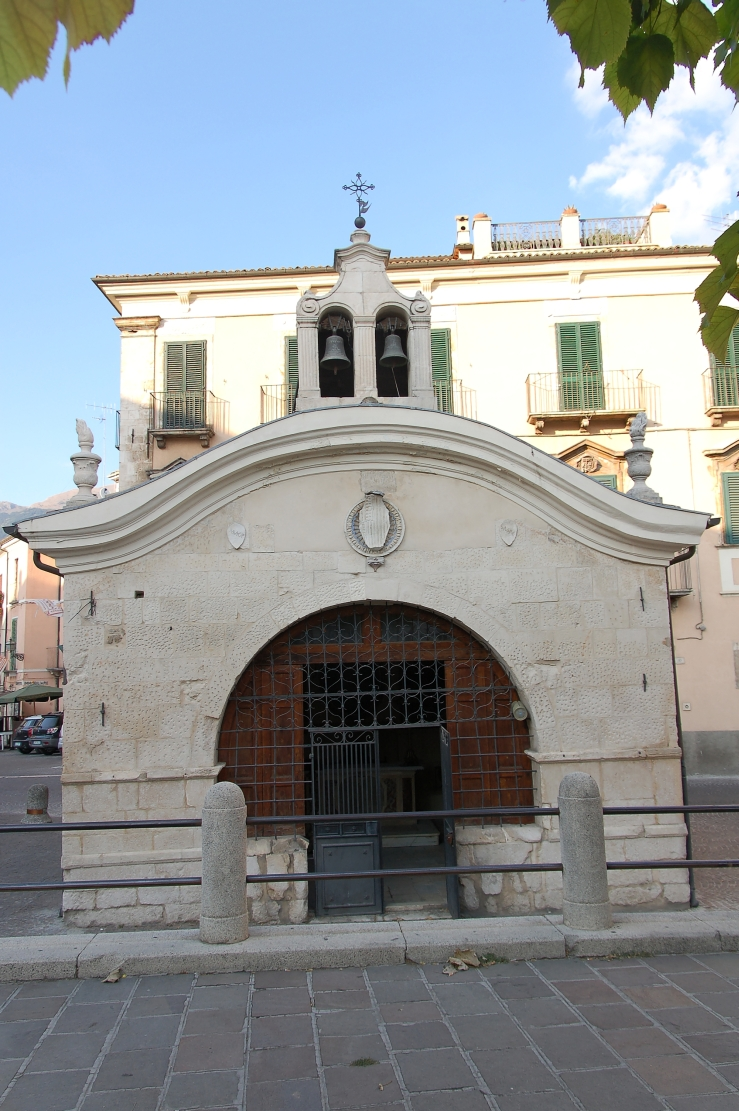
Chiesa di San Rocco

Chiesa di San Rocco o del Sedile
Si affaccia su Piazza Garibaldi; era precedentemente intitolata a San Sebastiano, e poi cambiò il nome per la forte venerazione verso San Rocco, che dilagò in Abruzzo dopo la pestilenza del Seicento. La chiesa venne donata nel 1484 alla regina Giovanna II di Napoli, Principessa di Sulmona, come attesta lo stemma aragonese sulla facciata. L'insolita tipologia a pianta quadrata con ampie arcate su tre lati fa pensare all'uso della chiesa come zona di benedizione dei cavalieri della Giostra. Altri studiosi pensano che la chiesa fosse il Sedile popolare nel XV secolo, dove si riuniva la rappresentanza popolare dei tre sindaci della città. La chiesa fu danneggiata nel 1706 dal terremoto, e ricostruita.
La facciata presenta un coronamento curvilineo, convesso al centro, con decorazioni laterali a lanterna; sull'apice centrale si trova un piccolo campanile barocco a vela, con lesene scanalate e archetti a tutto sesto. Il vano interno è a navata unica con una calotta circolare decorata a cassettoni. Si conserva la statua di San Rocco, con lo stile napoletano.
Palazzo Anelli
Si trova in Piazza Garibaldi, ricostruito dopo il 1706. Nel 1844 il palazzo, nominato Zampichelli, divenne proprietà di Luigi Anelli-La Rocca. La struttura ha imponente facciata articolata su tre livelli principali: il piano terra con le botteghe con portali di pietra a sesto ribassato e finestre quadrotte; il piano nobile fasciato di sotto da cornici marcapiano e marcadavanzale, sulle quali poggiano le finestre a timpano mistilineo; il secondo piano dove si alternano finestre a timpano curvilineo, spezzato con volute. La facciata si conclude con l'alto cornicione di pietra su mensole; lo spigolo orientale che immette su via Margherita, è sottolineato dal possente cantonale in pietra che si alleggerisce verso l'alto, seguendo il passo delle cornici marcapiano del prospetto sulla piazza. Il portale è ad arco con voluta in chiave, inquadrato da un ordine di paraste tuscaniche che sorreggono l'architrave sormontato da un fastigio barocco con volute a conchilione.
Acquedotto Svevo e Fontana del Vecchio

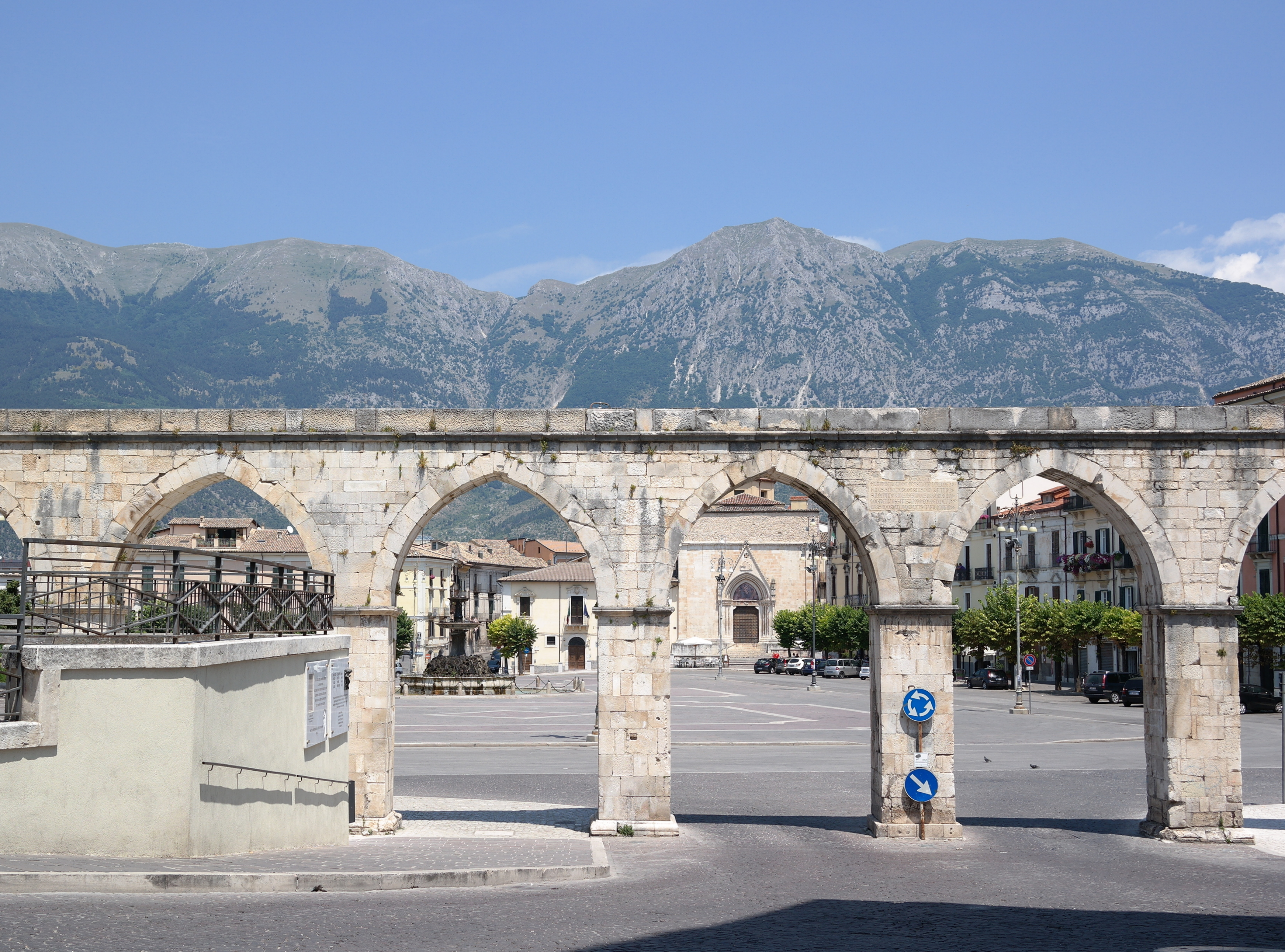
Acquedotto medievale e piazza Garibaldi

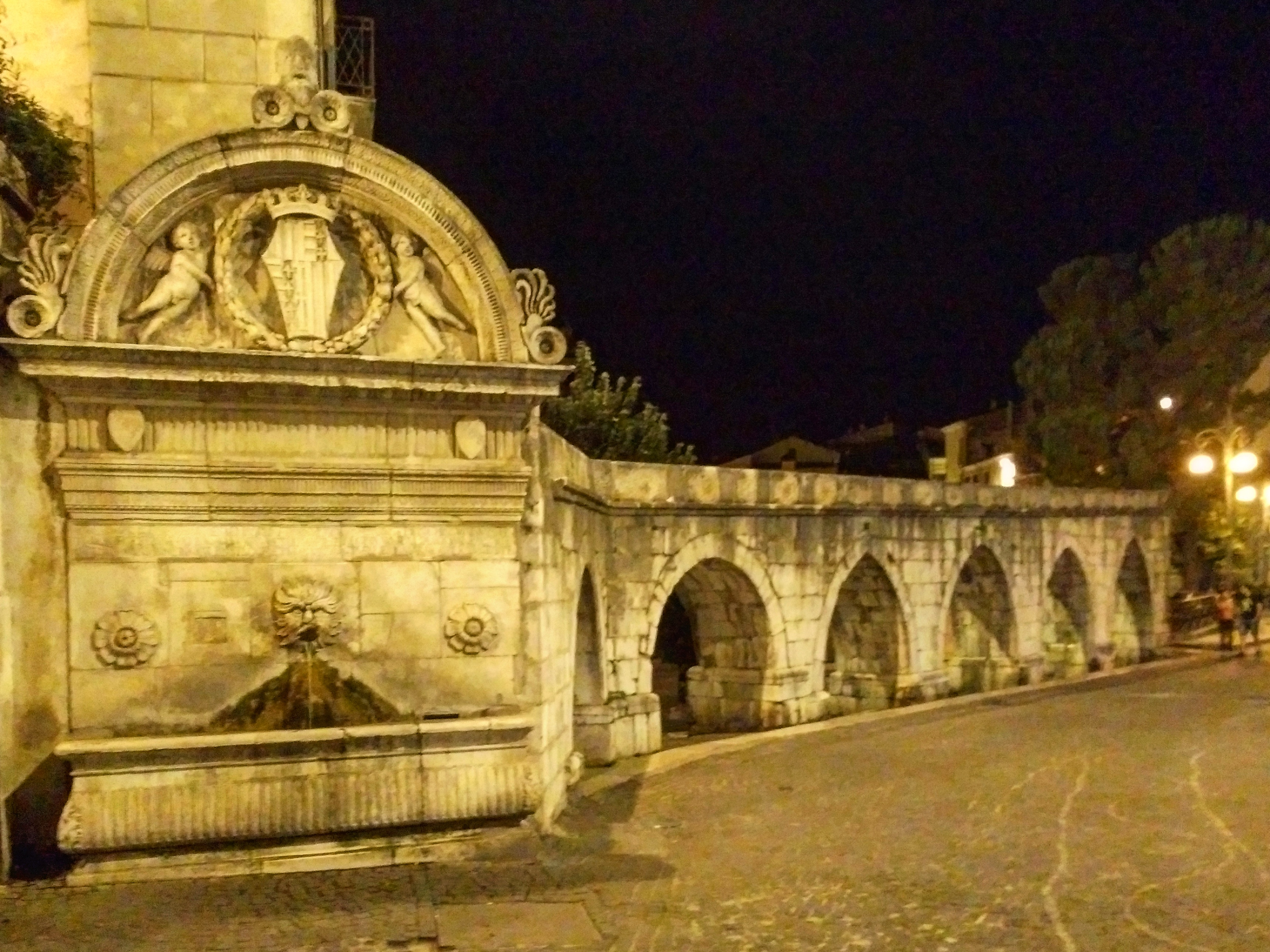
Fontana del Vecchio in notturna

Secondo alcune fonti, all'epoca romana esisteva già un acquedotto; quello attuale fu ostruito nel XIII secolo da Manfredi di Svevia, che lo inaugurò nel 1256, per creare un canale nel centro per il trasporto acquifero del fiume Gizio. L'acquedotto fu ridimensionato nel XVII secolo, tagliato dopo il terremoto del 1706 per la costruzione di abitazioni, e ripristinato dopo la seconda guerra mondiale, tanto che le abitazioni avevano occupato gran parte della struttura, da lasciarne in vista solo tre archi. Il 3 giugno 1979 si verificò un incidente mortale per un autobus di tifosi aquilani in trasferita per Cassino. L'autobus rimase incastrato in uno degli archi, e alcuni ragazzi che si erano sporti dal finestrino rimasero uccisi all'istante.
L'acquedotto si trova nella parte occidentale di Piazza Garibaldi, delimitandone il confine con il corso Ovidio; è composto da tre tronchi: il primo lungo 76 metri con 15 archi gotici, il secondo 24 metri con 5 archi, e l'ultimo pezzo che ha un solo arco a tutto sesto lungo 4,92 metri. Il dislivello complessivo tra il primo e l'ultimo punto dell'acquedotto è di 106 metri di lunghezza, per un totale di 10 metri di dislivello.
La Fontana del vecchio è collegata all'ultimo troncone dell'acquedotto, che si collega al corso Ovidio. Fu realizzata nel 1474 da Polidoro Tiberti da Cesena. Nel 1901 la vasca quadrangolare originale fu sostituita da un sarcofago ellittico, quello attuale. La struttura si conserva perfettamente, con molte decorazioni presso la parte superiore o trabeazione: due putti angelici sorreggono lo stemma sulmonese con la scritta S.M.P.E., dai versi di Ovidio. Il nome proviene dal mascherone centrale a forma di fauno, o vecchio, affiancato lateralmente da due tondi a motivi floreali.

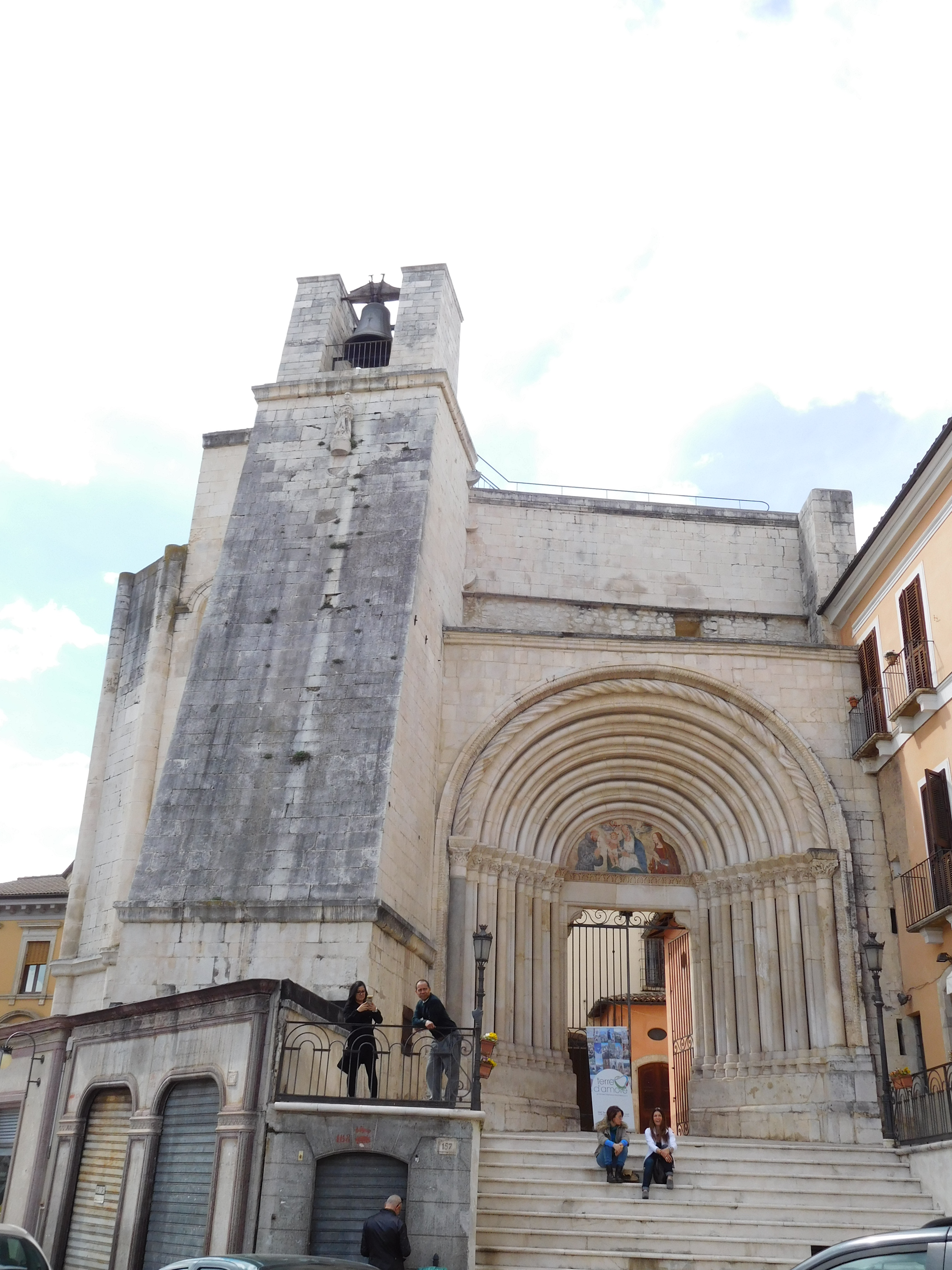
La "rotonda" di San Francesco della Scarpa, sulla piazza

chiesa di San Francesco della ScarpaLa prima menzione della chiesa risale al 1241, anno in cui la sua costruzione era stata ultimata. Nel 1290 per volere di Carlo II d'Angiò la chiesa fu restaurata in stile gotico, acquistando molto potere come complesso conventuale di Sulmona e degli Abruzzi. L'edificio presentava una struttura complessa e articolata, secondo gli schemi compositivi dell'architettura contemporanea: impianto planimetrico longitudinale a tre navate coperte da volte a crociera e altrettante absidi poligonali con cappelle radiali. La chiesa attuale è frutto di una ricostruzione dopo il 1706, quando la chiesa rinascimentale, già compromessa e ridimensionata dopo il terremoto del 1456, era stata completamente distrutta, con la conservazione solo della parte absidale e dell'ingresso laterale.
La facciata antica a coronamento orizzontale si presenta oggi a salienti, oltreché incompiuta, con due ali curvilinee di raccordo, frutto del ridimensionamento delle strutture interne con la trasformazione barocca. Di originale resta solo la base col portale angioino, opera di Nicola Salvitti. L'interno ha impianto centrale a navata unica e a croce greca longitudinale, le cui cappelle si alternano, dando vita a un'aula ecclesiastica, al transetto con i due altari laterali, e al presbiterio quadrato, in cui si aprono due grandi cappelle. Nella controfacciata è situato l'organo ligneo del 1754, opera di Domenico Antonio Fedeli da Camerino, incorniciato da una monumentale mostra in legno intagliato. Gli arredi lignei come il pulpito sono del maestro Ferdinando Mosca, insieme al tabernacolo della Cappella dei Lombardi.
Al centro della navata campeggia un Crocifisso ligneo del XV secolo, sulla destra l'altare dei Lombardi del 1508 con raffigurazioni di Sant'Ambrogio, San Carlo Borromeo e la "Pala della Visitazione" di Giovanni Paolo Olmo. Al centro della chiesa si innalza la cupola ottagonale su tamburo. Di originale gotico rimangono il portale sul corso Ovidio e la "Rotonda"; quest'ultimo cortile a pianta ellittica posto tra la chiesa e il portale gotico. Tale portale è preceduto da una scalinata, caratterizzato da un'ampia strombatura ad arco a tutto sesto, con capitelli finemente lavorati. Sulla sinistra si eleva un pilastro che probabilmente è la parte rimanente di un robusto campanile crollato nel 1706, e termina con una piccola cella campanaria, che ospita due bronzi.

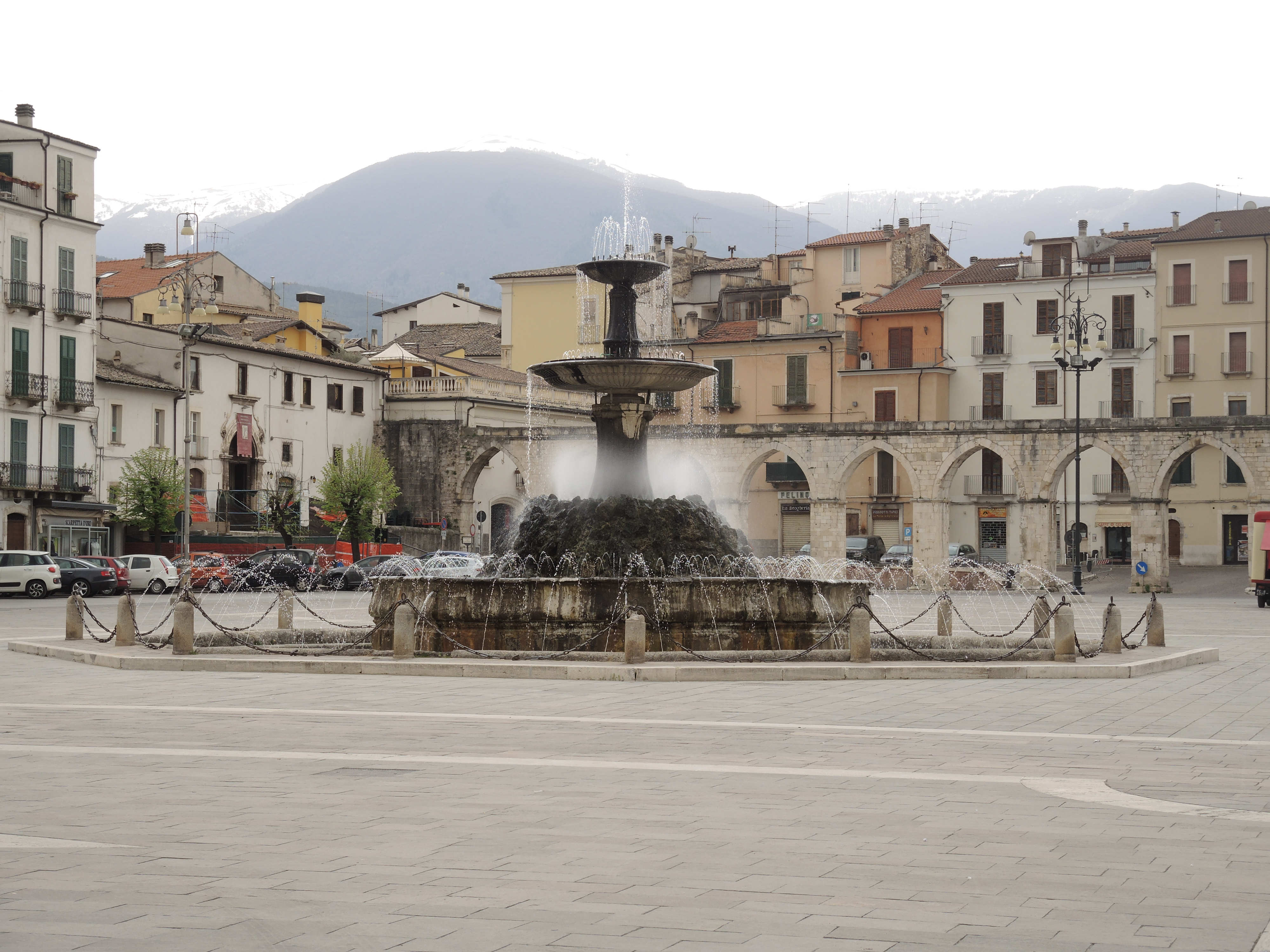
Il fontanone

Fontanone monumentaleè una delle fontane più note della città, situata al centro della piazza realizzata per il refrigerio dei commercianti e dei popolani. Nel 1821 ci fu un primo progetto comunale, con affidamento dell'opera al pescolano Felice di Cicco, il quale propose di usare la pietra della piazza, e venne ultimata nel 1823. La fontana è organizzata su di una vasca ottagonale di 3,20 mt di diametro, al cui centro si erge una scogliera tufacea che sorregge il tronco di una colonna decorata con motivo di larghe foglie in caulicoli. Sullo stelo di quest'ultima poggia un grande bacile, sovrastato da un più piccolo, sempre sorretto da una colonna. L'intera struttura originalmente poggiava su un basamento di tre gradoni digradanti, a cordonatura. Nel 1933 in occasione della ripavimentazione della piazza, fu realizzato il secondo bacino ottagonale.

## La Giostra cavalleresca

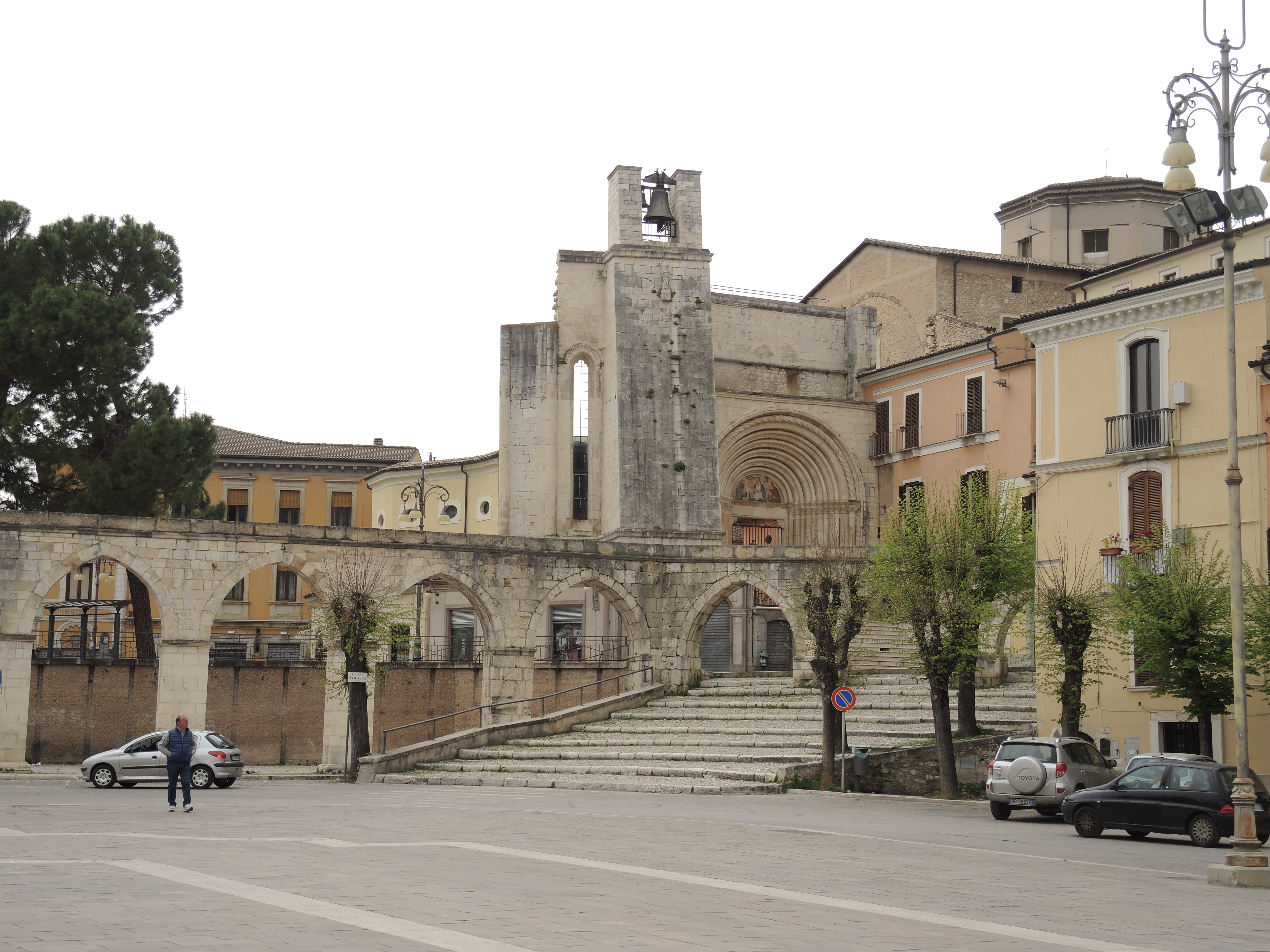
Piazza Garibaldi

La giostra fu istituita nel XIV secolo circa (la prima attestazione però è il 1475), descritta dall'umanista Ercole Ciofano nel 1578, e terminata per mancanza di cavalieri nel XVIII secolo, venendo ripresa in maniera differente soltanto negli anni '90 del Novecento. La giostra originaria si teneva in due date dell'anno: il 25 marzo per la festa dell'Annunziata, e il 15 agosto per l'Assunzione, sempre in Piazza Maggiore dove si svolgeva anche il mercato. Dunque la giostra aveva caratteristiche sia religiose che cavalleresche: si sfidavano nobili cittadini sulmonesi e forestieri, gli organizzatori principali furono i Tabassi, i De Capite, i Mazara, i Sardi. Il torneo si svolgeva nell'arco di due giorni, dall'alba al tramonto, in due serie di 3 assalti alla lancia portati dal cavaliere in gara, che partiva dai "Tre Archi" ad ovest (appunto i 3 archi dell'acquedotto che comparivano tra le costruzioni civili che invadevano il monumento svevo), contro il mantenitore posto ad est, coperto di  armatura a cavallo e dotato di lanciano. Si poteva difendere da fermo, ferire o disarcionare l'avversario. Il punteggio stabilito era segnato dalle regole del torneo, in base ai punti del corpo colpiti; il premio per il vincitore consisteva in un prezioso drappo di stoffa, che nel XVI secolo venne cambiato con un medaglione a catena con l'incisione SMPE.
L'ultima attestazione della giostra storica è il 1643, dopo di che venne terminata, e ripresa di recente. Il programma attuale prevede come terreno di gioco sempre Piazza Garibaldi, dove si sfidano i 4 Sestieri e i 3 Borghi del centro (in origine erano 11), rappresentanti dal binomio cavallo-cavaliere estratto a sorte. Ogni singolo concorrente deve percorrere il tracciati ad 8 della piazza ala galoppo, tentando di infilare con la lancia gli anelli di diverso diametro pendendo dalle sagome dei tre mantenitori dislocati lungo il percorso. Il punteggio sarà calcolato in base al numero di anelli infilati: in parità si terrà contro del diametro dell'anello. Ciascun concorrente deve affrontare 4 avversari scelti a sorteggio, per 14 scontri complessivi. I 4 vincitori si cimenteranno tra loro nella gara finale, e il premio consiste sempre nel medaglione dorato con la scritta SMPE.
La giostra si tiene a Sulmona nella settimana finale di luglio, organizzata dall'Associazione culturale Giostra Cavalleresca.